# Roadwar Europa
Roadwar Europa is een computerspel dat werd ontwikkeld en uitgegeven door Strategic Simulations. Het spel werd kwam in 1987 uit voor verschillende homecomputers. Het doel van het spel is de locatie van de basis van de terroristen te vinden. Deze basis moet vervolgens ontwapent en vernietigd worden.

## Uitgaven
- Amiga (1987)
- Apple II (1987)
- Atari ST (1987)
- Commodore 64 (1987)
- DOS (1987)

## Ontvangst
| Beoordeeld door             | Platform     | Datum         | Score |
| --------------------------- | ------------ | ------------- | ----- |
| Computer Gaming World (CGW) | DOS          | november 1992 | 50%   |
| Computer Gaming World (CGW) | Commodore 64 | november 1992 | 50%   |